# Kémkölykök (South Park)
A Kémkölykök (Marjorine) a South Park című amerikai animációs sorozat 134. része (a 9. évad 9. epizódja). Az Amerikai Egyesült Államokban 2005. október 26-án, Magyarországon pedig 2007. augusztus 16-án mutatták be.
Az epizódban a főszereplő gyerekek megrendezik Butters Stotch halálát, hogy az lánynak öltözve egy pizsamapartin leleplezhesse a South Park-i lányok titkát. A cselekmény során utalások történnek a Kedvencek temetője című filmre.

## Cselekmény
|  | Alább a cselekmény részletei következnek! |

Eric Cartman rendkívüli gyűlésre hívja össze pincéjébe a többi fiút, ahol levetít nekik egy videót a South Park-i lányokról, amint azok egy papírból hajtogatott jövőbelátó játékkal játszanak. A fiúk azonban komolyan veszik a szerkezetet, és úgy gondolják, a lányok egy high-tech eszközt alkottak, amivel képesek a jövőbe látni.
A fiúk ezért felépítenek egy labort a szerkentyű majdani biztonságos tárolására, amit azonban előbb meg kell szerezniük. A terv részeként megrendezik Butters halálát, és az ő általa hordotthoz hasonló ruhában egy döglött disznót dobnak le egy többemeletes ház tetejéről (mely földet érkezve teljesen szétloccsan, lehetetlenné téve az azonosítást). Butters szüleit, Lindát és Stephent mélységesen megviseli fiuk halála. Másnap az iskolába új diák érkezik: Marjorine, aki valójában Butters lányruhába öltöztetve, akit azonban a lányok láthatóan nem kedvelnek, és Heidi Turner aznap esti pizsamapartijára sem hívják meg. Cartman azonban biztos benne, hogy ott használni fogják a jövőbelátó készüléket, így Marjorine anyjaként felhívják a házigazda szüleit, arra kérve őket, hogy „lánya” is ott aludhasson.
Az osztálytársnői továbbra sem kedvelik az új osztálytársukat, sőt, a bulin kicsúfolják a ruhatára és viselkedése miatt. Butters sírva bezárkózik Heidi fürdőszobájába, ahonnan csak a többiek hosszas bocsánatkérései és engesztelése után jön ki, hogy némi sminkelés után, a küldetés teljesítése helyett inkább Justin Timberlake: "Rock Your Body" című számra táncoljon új barátnőivel. Mikor a ház körül távcsövekkel felszerelt fiúk erről tudomást szereznek, Cartman ordibálva hívja fel Marjorine-t, utasítva, hogy a küldetésére koncentráljon a szórakozás helyett.
Eközben Mr. Stotchnak azt tanácsolja egy helyi idős farmer (a Kedvencek temetője című filmre utalva), hogy még véletlenül se akarja felásni kisfia sírját és a holttestet újra eltemetni az indián temetőben, mert „ami előjön a földből, már nem az, amit odatett”. Butters apja – akinek addig nem is állt szándékában ilyesmit tenni – a negatív győzködés hatására újratemeti fia testét, úgy gondolva, hogy így visszafordíthatja tragikus halálát.
Heidi Turner apja felfedezi a környéken kémkedő fiúkat, és kiabálva megfenyegeti őket. Butters, aki azt hiszi, lelepleződött az álruhája, elveszi a többiektől a jövőbelátót és megszökik a házból, majd az eszközt átadva hazamegy szüleihez a jó hírrel, hogy nem halt meg. A gyerekek azonban úgy döntenek, a szerkezet által képviselt hatalmat senki nem érdemli meg, és ha megtartanák, folyamatosan a CIA, a terroristák és az oroszok elől kéne rejtegetniük, így végül Kenny McCormick felrobbantja.
Ezalatt Butters szülei teljesen elhitették magukkal, hogy fiuk démoni formában fog visszatérni hozzájuk, így mikor az kopogtat a bejárati ajtón, rettenetesen megijednek, és a pincébe láncolják. Majd egy üzletkötőnőt hívnak a házba, hogy aztán egy lapáttal leütve felkínálják vacsoraként a szerintük élőhalott fiuknak – aki azonban inkább spagettit kérne.
|  | Itt a vége a cselekmény részletezésének! |

## Fordítás
- Ez a szócikk részben vagy egészben  a   Marjorine című angol Wikipédia-szócikk ezen változatának fordításán alapul.  Az eredeti cikk szerkesztőit annak laptörténete sorolja fel. Ez a jelzés csupán a megfogalmazás eredetét és a szerzői jogokat jelzi, nem szolgál a cikkben szereplő információk forrásmegjelöléseként.